# Rái cá lông mượt
Rái cá lông mượt (Lutrogale perspicillata) là một loài động vật có vú trong họ Chồn, bộ Ăn thịt. Loài này được I. Geoffroy Saint-Hilaire mô tả năm 1826. Loài này sinh sống ở phía nam Pakistan, một phần Ấn Độ đến phía đông tận Đông Nam Á.

## Hình ảnh

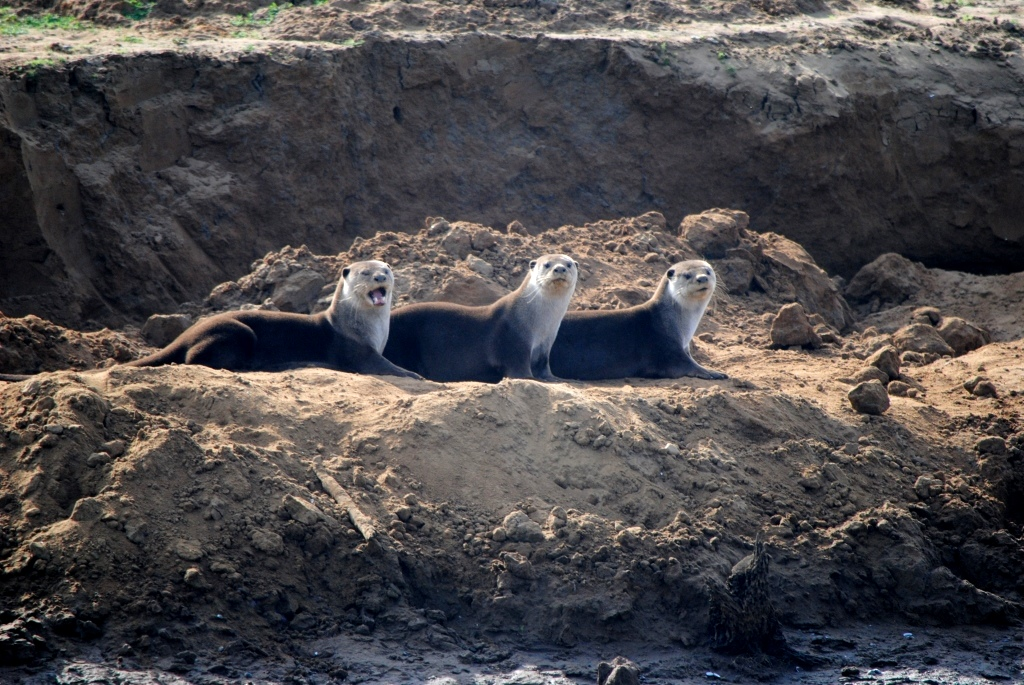
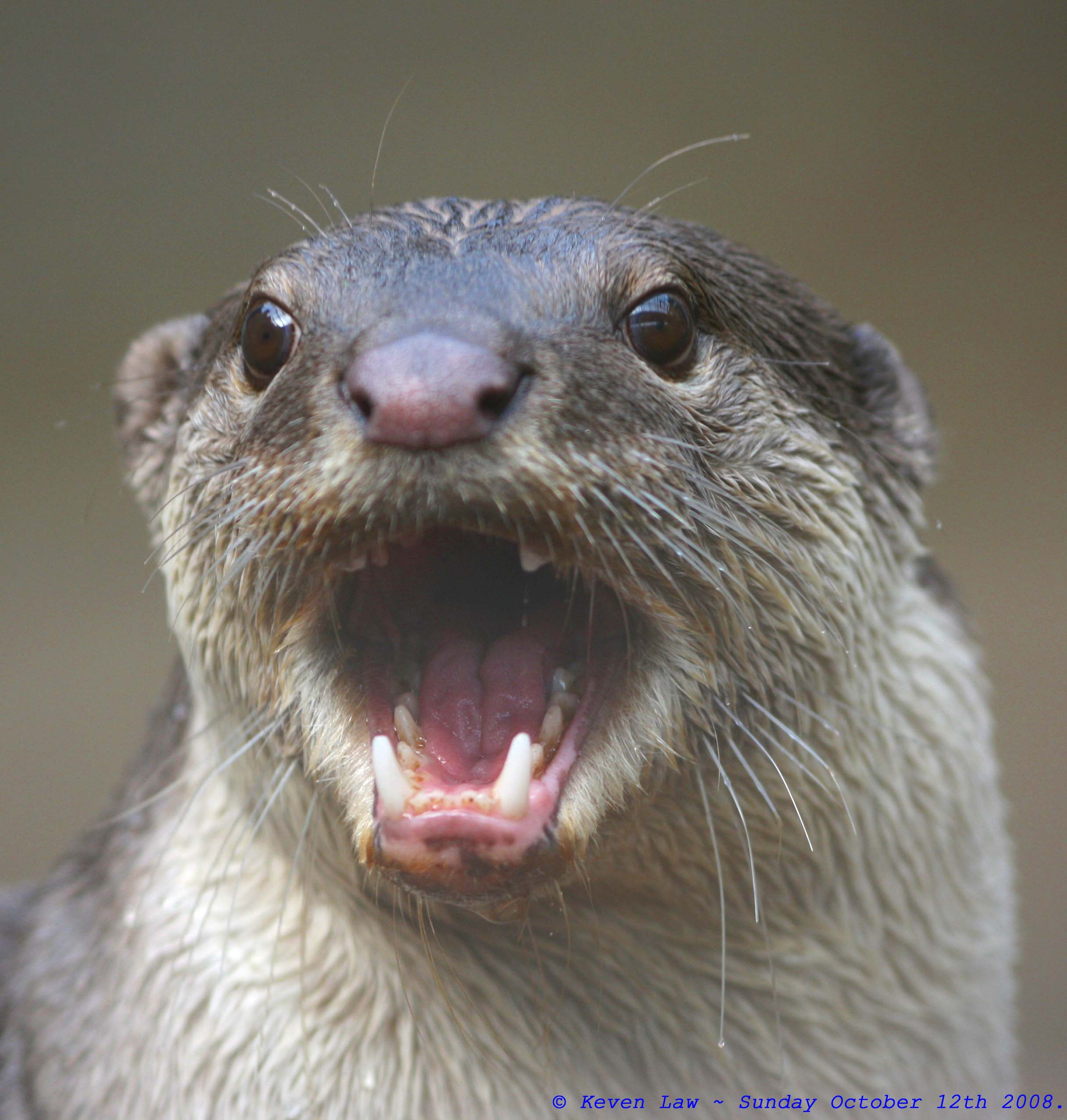
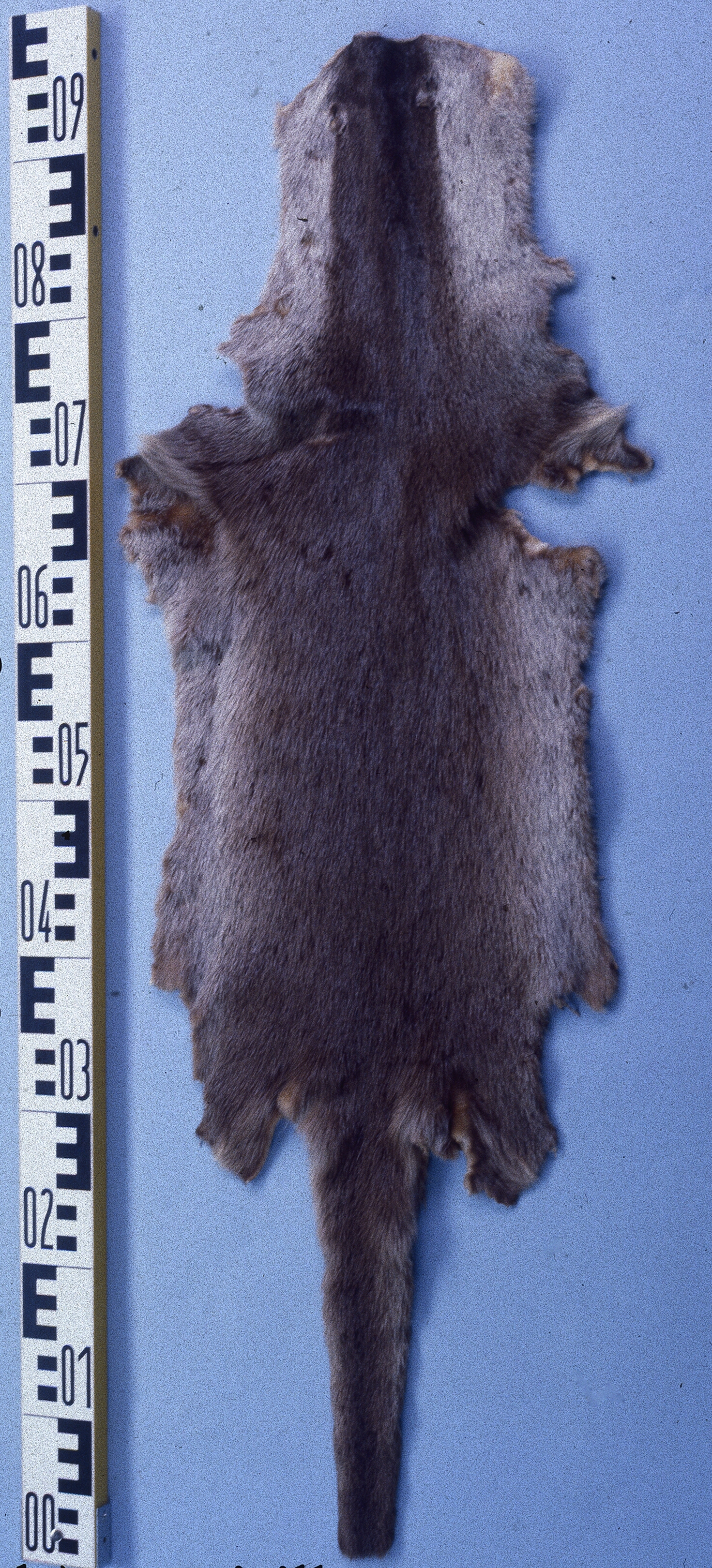

- Lutrogale perspicillata